# Jeux vidéo Magazine
Pour les articles homonymes, voir JVM.
 (novembre 2018).
Si vous disposez d'ouvrages ou d'articles de référence ou si vous connaissez des sites web de qualité traitant du thème abordé ici, merci de compléter l'article en donnant les références utiles à sa vérifiabilité et en les liant à la section « Notes et références ».
Jeux vidéo Magazine ou JVM (typographié Jeux Vidéo Magazine par l'éditeur) est un magazine mensuel français qui est consacré aux jeux vidéo, et dont le premier numéro a été édité par Edicorp en 2000.

## Historique
Après l'arrêt des magazines Next Games et GameOn, Edicorp décide de lancer un nouveau magazine — « une pure création de Future France », contrairement à d'autres titres de l'éditeur, qui sont des adaptations de magazines britanniques — traitant tous types de jeux vidéo sur tous les supports (PC et consoles), chose peu courante dans la presse vidéoludique française, à un bas prix. C'est alors que Jeux vidéo Magazine commence à paraître en été 2000 avec un prix de 10 francs. Avec PC Jeux, le magazine devient la première franche réussite commerciale pour Future en France.
En 2003, lorsque les magazines Joypad, Joystick et PlayStation 2 Magazine sont rachetés par Future France (ex-Edicorp), des rédacteurs de ces magazines démissionnent et fondent Gaming et Canard PC,. Ivan Gaudé, rédacteur en chef de ce dernier, commente la stratégie des fondateurs de Gaming, magazine qui a disparu après six numéros : « Tandis que nous cherchions à débuter petit, ils visaient haut d'emblée ; alors que nous avions cherché un créneau modeste mais peu fréquenté, ils choisirent le défi frontal sur le marché jugé le plus lucratif. Gaming, papier luxueux et jeu complet sur DVD inclus, partait de toute évidence à l'assaut de Jeux Vidéo Magazine, le navire amiral de Future, la seule réussite du groupe en France. Ce fut en tout cas l'analyse de Future, et leur réaction se montra à la hauteur du défi. Tandis que Canard PC sortait incognito, Futur France organisa un véritable tir de barrage pour accueillir en novembre le premier numéro de Gaming : les annonceurs potentiels se virent proposer des tarifs très alléchants pour assécher le marché, et ce mois-là, Jeux Vidéo Magazine n° 37 compta exceptionnellement 210 pages et un film en DVD [...] pour le même prix. »
En juin 2011, l'éditeur du magazine, Yellow Media est placé en liquidation. La société M.E.R.7 reprend l'activité.
Le 8 novembre 2012, la société est à son tour mise en liquidation judiciaire, ce qui entraîne l'arrêt des publications de tous les magazines appartenant au groupe. Une nouvelle société (Link Digital Spirit) composée de plusieurs anciens salariés du magazine formule alors une offre de rachat de JVM, qui sera finalement retenue. L'équipe du magazine annonce la reprise des parutions à compter de janvier 2013.
Pour l'année 2018, la diffusion moyenne du magazine, France et étranger, a été chiffrée à 52 876 exemplaires.
En 2020, le magazine concurrent JV relève que, « 230 numéros plus tard, la revue existe toujours, au contraire de ses concurrents de l'époque, et ne s'est jamais départie de sa ligne éditoriale. »

## Rubriques, dossiers, articles
Jeux vidéo Magazine se positionne avant tout comme un « guide d'achat,, », et les tests de jeux occupent une place centrale. L'ambition du magazine est de « parler de toutes les sorties du mois, les décortiquer [...] et proposer [aux lecteurs] des critiques claires et détaillées. » Les tests sont notés sur 20 ,, et chaque jeu est initialement testé par quatre journalistes,. Le reste du magazine est composé d'actualités, de dossiers, d'entretiens, d'avant-premières et d'aides de jeu. Les dossiers sont consacrés aux sujets liés au jeu vidéo (« Quelle console choisir ? », « Comment jouer en ligne ? », « Quelles sont les limites de la Wii ? », etc.).

## Équipe
Les rédacteurs en chef s'étant succédé sont Jean-Pierre Labro,, Laurent Defrance, Cyrille Tessier, Olivier Bal jusqu'en février 2017 et Arnaud de Keyser (à partir de février 2017) et depuis octobre 2022 Raphaël Lucas

## Logos

Logo de Jeux vidéo Magazine avant 2012.
Logo de Jeux vidéo Magazine depuis 2012.

## JVM d'Or
Chaque année depuis 2006, Jeux vidéo Magazine décerne les trophées « JVM d'Or », récompensant les meilleurs jeux de l'année.
2006
- JVM d'Or : The Legend of Zelda: Twilight Princess (Wii)
- JVM d'Argent : Gears of War (Xbox 360)
- JVM de Bronze : Pro Evolution Soccer 6 (PlayStation 2)

2007
- JVM d'Or : Super Mario Galaxy (Wii)
- JVM d'Argent : BioShock (Xbox 360)
- JVM de Bronze : Portal / The Orange Box (PC et Xbox 360)

2008
- JVM d'Or : Grand Theft Auto IV (PlayStation 3, Xbox 360)
- JVM d'Argent : LittleBigPlanet (PlayStation 3)
- JVM de Bronze : Gears of War 2 (Xbox 360)

2009
- JVM d'Or : Uncharted 2: Among Thieves (PlayStation 3)
- JVM d'Argent : Batman: Arkham Asylum (PlayStation 3, Xbox 360, PC)
- JVM de Bronze : Assassin's Creed II (PlayStation 3, Xbox 360, PC, Nintendo DS, iPhone)

2010
- JVM d'Or : Red Dead Redemption (PlayStation 3, Xbox 360)
- JVM d'Argent : Call of Duty: Black Ops (PlayStation 3, Xbox 360, Wii, PC, Nintendo DS)
- JVM de Bronze : Starcraft II : Wings of Liberty (PC)

2011
- JVM d'Or : The Legend of Zelda : Skyward Sword  (Wii)
- JVM D'Argent : The Elder Scrolls V: Skyrim  (PlayStation 3, Xbox 360, PC)
- JVM de Bronze : Uncharted 3: l'Illusion de Drake (PlayStation 3)

2012
- JVM d'Or : Far Cry 3 (PlayStation 3, Xbox 360, PC)
- JVM D'Argent : Dishonored (PlayStation 3, Xbox 360, PC)
- JVM de Bronze : The Walking Dead by Telltale games (PlayStation 3, PlayStation 4, Xbox 360, Xbox One, PC, Ps vita, iOS, Android)

2014
- JVM d'Or : Gran Theft Auto V (réédition : PlayStation 4, Xbox One, PC)
- JVM D'Argent : Call of Duty: Advanced Warfare (PlayStation 3, PlayStation 4, Xbox 360, Xbox One, PC)

2015
- JVM d'Or : The Witcher 3: Wild Hunt (PlayStation 4, Xbox One, PC)
- JVM D'Argent : Batman: Arkham knight (PlayStation 4, Xbox One, PC)
- JVM de Bronze : Call of Duty: Black ops III (PlayStation 3, PlayStation 4, Xbox 360, Xbox One, PC)

## Classes de maître
Jeux vidéo Magazine organise avec la Cité des sciences et de l'industrie des classes de maître de grands noms du jeu vidéo :
- David Cage, fondateur et directeur créatif de Quantic Dream (22 février 2012)
- Christophe Balestra, directeur du studio Naughty Dog (24 mai 2013)
- Jean Guesdon, directeur créatif pour Ubisoft (18 octobre 2013)
- Michel Ancel, fondateur de Wild Sheep et directeur créatif pour Ubisoft (6 décembre 2013)
- Peter Molyneux, fondateur de Bullfrog Productions, Lionhead Studios et 22 Cans (22 avril 2014)
- Greg Zeschuk, fondateur de BioWare (18 septembre 2014)
- Alex Evans, fondateur et directeur de la technologie de Media Molecule (14 octobre 2014)
- Marcin Iwiński, fondateur de CD Projekt (12 décembre 2014)
- Ru Weerasuriya, fondateur et directeur artistique de Ready at Dawn Studios (19 février 2015)
- David Hego, directeur artistique de Rocksteady Studios (27 mai 2015)
- Harvey Smith, lead designer de Deus Ex et directeur créatif d'Arkane Studios (22 octobre 2015)
- Julien Merceron, directeur de la technologie de Square Enix Montréal, Konami et Bandai Namco Games (22 décembre 2015)
- Sam Lake, fondateur et directeur créatif de Remedy Entertainment (1er février 2016)
- Tim Schafer, créateur chez LucasArts, fondateur et directeur créatif de Double Fine Productions (2 mai 2016)
- Jonathan Jacques-Belletête, directeur artistique de Deus Ex: Human Revolution pour Square Enix Montréal (6 juillet 2016)
- Michel Koch, directeur artistique de Life Is Strange pour Dontnod Entertainment (12 décembre 2016)
- Christian Cantamessa, lead designer et scénariste de Red Dead Redemption, La Terre du Milieu : L'Ombre du Mordor et Manhunt (5 juin 2017)
- Patrice Désilets, fondateur de Panache Jeux Numériques et directeur créatif pour Ubisoft (4 juillet 2017)
- Glen Schofield, directeur de Visceral Games et fondateur de Sledgehammer Games (22 septembre 2017)
- Inon Zur, compositeur (27 octobre 2017)
- Olivier Derivière, compositeur (19 décembre 2018)